# Exercicis de pes corporal

Els pull-ups o dominades són un exercici habitual de pes corporal.

Exercicis de pes corporal són exercicis d'entrenament de força que utilitzen pròpia de l'individu de pes per proporcionar resistència contra la gravetat. Els exercicis de pes corporal poden millorar una sèrie d'habilitats biomotores, inclosa la força, la potència, la resistència, la velocitat, la flexibilitat, la coordinació i l'equilibri. Aquest tipus d'entrenament de força ha crescut en popularitat tant per als esportistes recreatius com per als professionals. L'entrenament amb el pes corporal utilitza habilitats simples com empènyer, estirar, ajupir-se, doblegar-se, torçar-se i equilibrar-se. Moviments com les flexions, la dominades i l'esquat són alguns dels exercicis de pes corporal més habituals.  

## Avantatges

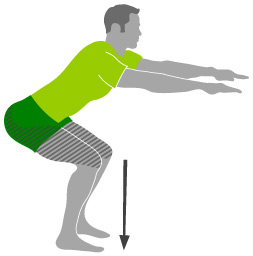
Un esquat requereix poc espai i cap equipament. Després de posar-se a la gatzoneta, l'esportista torna a posar-se dret mentre fa moure els braços cap als costats. L'alçada de la posició a la gatzoneta es pot ajustar més o menys segons els requisits de l'individu, és a dir, si algú no està acostumat per fer exercici es pot realitzar mig o quart de gatzoneta. A causa del seu abast de moviment, les posicions a la gatzoneta es consideren sovint entre els exercicis més eficaços per millorar la força i la resistència.

Tot i que alguns exercicis poden requerir algun tipus d'equip, la majoria dels exercicis de pes corporal no en requereixen cap. Per a aquells exercicis que requereixen equipament, els articles habituals que es troben a la llar solen ser suficients (com ara una tovallola de bany per a rínxols de tovallola), o normalment es poden improvisar substituts (per exemple, fent servir una branca horitzontal per realitzar tiratges). Per tant, els exercicis de pes corporal són convenients quan es viatja o de vacances, quan pot ser que l'accés a un gimnàs o a material especialitzat no sigui possible. Un altre avantatge de l'entrenament del pes corporal és que no comporta cap cost.

## Desavantatges
Com que els exercicis de pes corporal utilitzen el propi pes de l'individu per proporcionar resistència al moviment, el pes elevat mai és superior al pes del propi cos, cosa que pot limitar el nou creixement muscular. Un altre desavantatge és que l'entrenament amb el pes corporal pot resultar descoratjador per als novells i es pot percebre com massa fàcil per als esportistes experimentats. Les dones, en general, també tenen més dificultats per fer exercicis de pes corporal que impliquin força superior del cos i poden desanimar-se a realitzar aquests exercicis en els seus règims de condicionament físic.

## Exercici de pes corporal per a adults grans
S'ha demostrat que alguns exercicis de pes corporal beneficien no només els joves, sinó també en persones grans. Les persones grans que realitzen exercicis de pes corporal es beneficien de l'augment de la massa muscular, l'augment de la mobilitat, l'augment de la densitat òssia, la disminució de la depressió i la millora dels hàbits de son. També es creu que l'entrenament del pes corporal pot ajudar a disminuir o fins i tot a prevenir el deteriorament cognitiu a mesura que les persones envelleixen. A més, l'augment del risc de caigudes observades en persones grans es pot mitigar mitjançant l'entrenament del pes corporal. Es recomana fer exercicis centrats en les cames i l'abdomen, com ara posades a la gatzoneta, estocades i pujades, per augmentar la força de les cames i del nucli i, en fer-ho, reduir el risc de caigudes. Aquests exercicis de pes corporal proporcionen un moviment multidireccional que imita les activitats diàries i, per tant, pot ser preferible a l'ús de màquines de pesar.